# ECO TV
ECO TV — просвітницько- розважальний телеканал.

## Про канал
Телеканал присвячений питанням екології планети і наповнений контентом пізнавального, інформаційно-аналітичного, культурологічного і розважального характеру. Програмне наповнення телеканалу базується на наповненні відомих іноземних телеканалів, таких як: Discovery Civilisation, Animal Planet, Discovery Science, Travel Channel, National Geographic, Viasat Explorer, Viasat History.
«ECO TV» є унікальним проектом телебачення у сфері екології в Україні. Завдання телеканалу — формувати активну позицію українського глядача, розвивати рівноправний діалог суспільства і влади, відстоювати інтереси суспільства і громадян, інформувати про події в Україні та світі, надавати необхідні знання у сфері екології, розважати, сприяти красивому відпочинку.
15 лютого 2018 року отримав дозвіл мовити в цифровому етерному телебаченні Києва на 41 каналі. 
9 березня 2023 році Національна рада з питань телебачення та радіомовлення видала тимчасовий дозвіл на мовлення у період дії воєнного стану у Харкові на 53 каналі.
27 червня 2024 року телеканал став переможцем конкурсу на отримання ліцензії на мовлення у локальному DVB-T мультиплексі Києва (43 ТВК).

## Логотипи
Телеканал змінив 3 логотипи. Нинішній — 4-й за ліком
| Логотип | Опис                                              |
| ------- | ------------------------------------------------- |
|         | Офіційний логотип телеканалу "ЕКО TV" в 2010 році |
|         | Перший ефірний логотип                            |
|         | Другий логотип                                    |
|         | Третій логотип                                    |
|         | Четвертий логотип                                 |

## Програмне наповнення
- Eco News
- Будьмо здорові з Вікторією Федоренко
- Оздоровча гімнастика з Ольгою Малаховою
- Феєрія мандрів з Ігорем Захаренком
- Життя прекрасне з Ольгою Малаховою.
- Пізнавайко

Також в етері документальні та художні серіали, мультфільми.

## Мовлення

### Супутникове мовлення
| Супутник            | Стандарт | Частота | Символьна швидкість | Поляризація     | FEC | Формат зображення |
| ------------------- | -------- | ------- | ------------------- | --------------- | --- | ----------------- |
| Hot Bird 13G (13°E) | DVB-S    | 11034   | 27500               | V (вертикальна) | 3/4 | MPEG-2            |

### Етерне цифрове мовлення
| Мультиплекс       | Територія мовлення | Стандарт | Формат мовлення |
| ----------------- | ------------------ | -------- | --------------- |
| Місцевий (43 ТВК) | Київ               | DVB-T    | SD 576i 16:9    |